# Tyrone Riley
Tyrone Riley (* 21. Februar 1982 in Los Angeles, Kalifornien) ist ein US-amerikanischer Basketballspieler.
Der 2,01 m große Riley spielte in den USA für das LA City College und die University of San Francisco. Anschließend wechselte er nach Europa, wo er in den Niederlanden für die Polynorm Giants und in Polen bei Polonia Warschau tätig war. Zur Saison 2008/09 schloss sich Tyrone Riley dem deutschen Bundesligaverein TBB Trier an.
| Personendaten    | Personendaten                       |
| ---------------- | ----------------------------------- |
| NAME             | Riley, Tyrone                       |
| KURZBESCHREIBUNG | US-amerikanischer Basketballspieler |
| GEBURTSDATUM     | 21. Februar 1982                    |
| GEBURTSORT       | Los Angeles, Kalifornien, USA       |